# Prisoners of the Ghostland
Prisoners of the Ghostland è un film del 2021 diretto da Sion Sono e sceneggiato da Aaron Hendry e Reza Sixo Safai. Interpretato, tra gli altri, da Nicolas Cage, Sofia Boutella e Bill Moseley, è incentrato sulla vicenda di un famigerato criminale, Hero (Nicolas Cage), che viene inviato per salvare la nipote adottiva del governatore scomparsa in una regione oscura chiamata Ghostland.
Il film è stato presentato in anteprima mondiale al Sundance Film Festival il 31 gennaio 2021 ed è uscito nelle sale e in video on demand il 17 settembre dello stesso anno, distribuito da RLJE Films. La critica l'ha accolto in maniera mista, ma generalmente positiva.